# NGC 6691
NGC 6691 (другие обозначения — PGC 62202, UGC 11318, MCG 9-30-31, ZWG 279.22, IRAS18382+5535) — спиральная галактика с перемычкой в созвездии Дракон.
Этот объект входит в число перечисленных в оригинальной редакции «Нового общего каталога».
Это крупная галактика обращена к Земле плашмя, благодаря этому в ней удобно наблюдать спиральный узор  и получать кривые вращения галактики. В 2015 году данные о галактике использовались для оценки модифицированной теории ньютоновской динамики, и модель показала хорошее соответствие с наблюдениями.